# Robert Devereux (3e comte d'Essex)
Pour les articles homonymes, voir Robert Devereux.
Robert Devereux (11 janvier 1591 – 14 septembre 1646), 3e comte d'Essex, est le premier commandant en chef de l'armée parlementaire durant la première révolution anglaise.

## Biographie

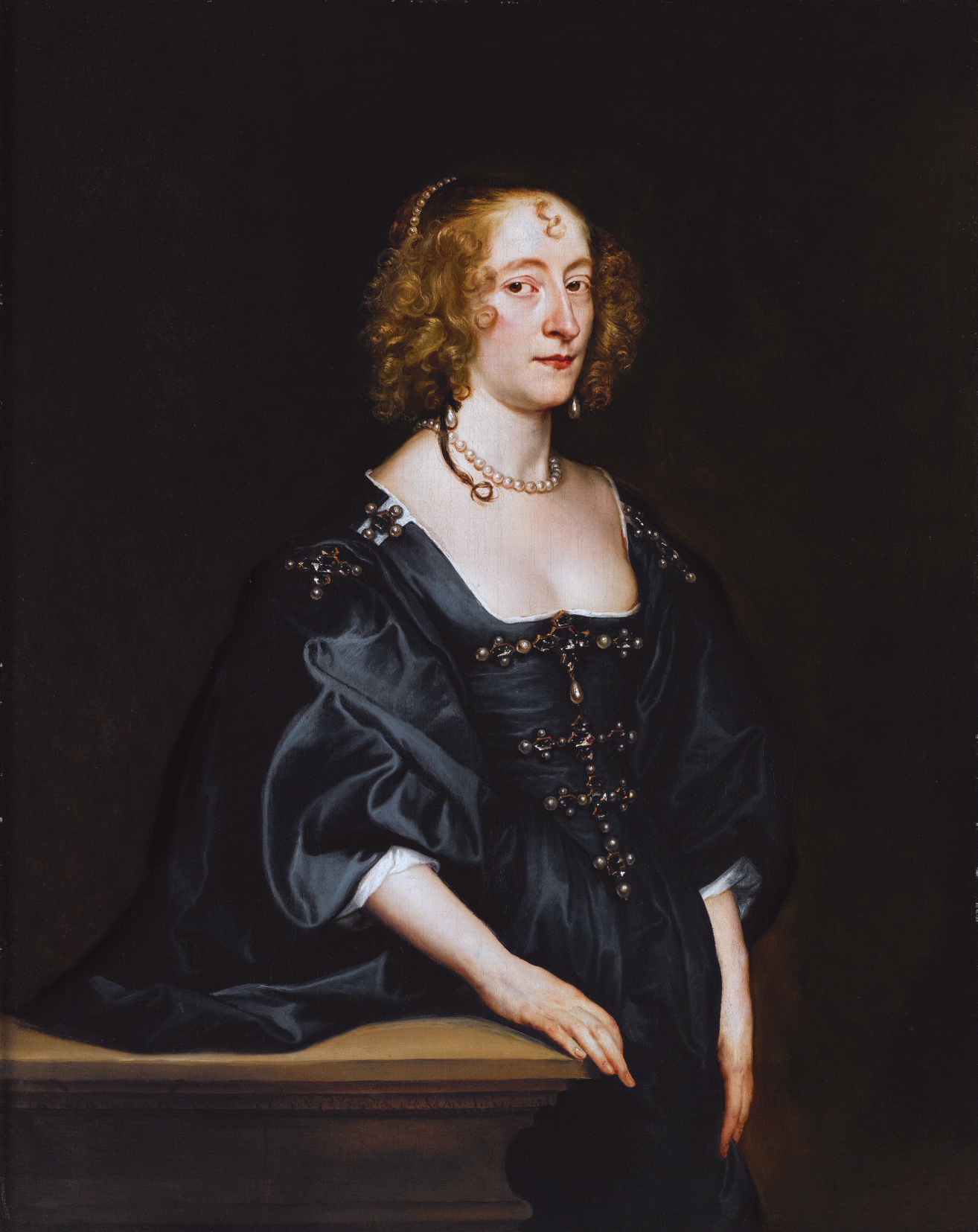
Portrait de sa fille Frances Devereux, comtesse d'Hertford
puis duchesse du Somerset
par Antoine van Dyck, 1632
Vente Sotheby's Boston, juillet 2014

Il est le fils et héritier de Robert Devereux, 2e comte d'Essex, et de Frances Walsingham (1567-1632), fille du puritain Francis Walsingham, le maître-espion d'Élisabeth Ire. Son père est décapité pour haute trahison en 1601, et en conséquence, son fils n'hérite de rien.
Ce n'est que quand Jacques VI d'Écosse monte sur le trône d'Angleterre, en 1603, qu'il est restauré dans les domaines et titre de son père.
Il a été lord-chambellan de 1641 à 1642.
La Self-denying Ordinance a mis fin à sa carrière militaire en 1646. Il est mort la même année.